# 대구 변호사 사무실 방화 사건
대구 변호사 사무실 방화 사건은 2022년 대한민국 대구광역시 수성구에 위치한 한 변호사 사무실에서 발생한 방화 사건이다.